# Stare Miasto (Dąbrówno)
Stare Miasto (deutsch Altstadt) ist ein kleiner Ort in der polnischen Woiwodschaft Ermland-Masuren und gehört zur Gmina Dąbrówno (Landgemeinde Gilgenburg) im Powiat Ostródzki (Kreis Osterode in Ostpreußen).

## Geographische Lage
Altstadt – vor 1437 Aldestad – wurde erstmals im Jahre 1397 erwähnt. Zum Dorf gehörte ein Gut.
1874 wurden Gutsbezirk und [Landgemeinde (Preußen)|Landgemeinde] Altstadt in den neu errichteten Amgtsbezirk Elgenau (polnisch Elgnowo) im Kreis Osterode in Ostpreußen innerhalb des Regierungsbezirks Königsberg (ab 1905: Regierungsbezirk Allenstein) in der preußischen Provinz Ostpreußen aufgenommen. Die Gesamtzahl der Einwohner Altstadts belief sich im Jahre 1910 auf 222, von denen 26 auf den Gutsbezirk und 196 auf die Landgemeinde fielen.
Am 30. September 1928 gab der Gutsbezirk Altstadt seine Eigenständigkeit auf und wurde in die gleichnamige Landgemeinde eingegliedert. Die Zahl der Einwohner belief sich in Altstadt 1933 auf 252 und 1933 auf 225.
Als 1945 das gesamte südliche Ostpreußen in Kriegsfolge an Polen überstellt wurde, war auch Altstadt davon betroffen. Der Ort erhielt die polnische Namensform „Stare Miasto“ und ist heute eine Ortschaft innerhalb der Gmina Dąbrówno (Landgemeinde Gilgenburg) im Powiat Ostródzki (Kreis Osterode in Ostpreußen), bis 1998 der Woiwodschaft Olsztyn, seither der Woiwodschaft Ermland-Masuren zugehörig. 2011 belief sich die Zahl der Einwohner Stare Miastos auf sechs,

## Kirche
Altstadt war bis 1945 in die evangelische Kirche Marwalde in der Kirchenprovinz Ostpreußen der Kirche der Altpreußischen Union sowie in die römisch-katholische Kirche Dąbrówno (Gilgenburg) eingepfarrt. Heute gehört Stare Miasto evangelischerseits zur Kirche Gardyny ((Groß) Gardienen), einer Filialkirche der Heilig-Kreuz-Kirche Nidzica (Neidenburg) in der Diözese Masuren der Evangelisch-Augsburgischen Kirche in Polen, katholischerseits weiterhin zu Dąbrówno im Erzbistum Ermland.

## Verkehr
Stare Miasto liegt am Ende einer von Wierzbica (Vierzighufen) kommenden Nebenstraße, Von Elgnowo (Elgenau) besteht eine Landwegverbindung nach Stare Miasto. Ein Bahnanschluss besteht nicht.